# Mors (équitation)
Pour les articles homonymes, voir mors.

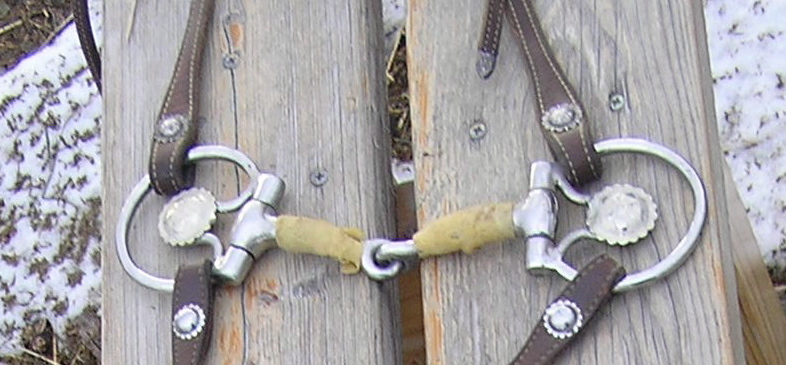
Un mors brisé de style western, rendu plus doux par le caoutchouc autour des canons.

Le mors est une pièce de harnachement, le plus souvent métallique, insérée dans la bouche d'un équidé, généralement un cheval. En complément avec le filet ou la bride et équipé de rênes, il permet à un cavalier de contrôler la vitesse et la direction de sa monture grâce à ses mains. Il existe de nombreux modèles de mors différents.

## Étymologie et terminologie
En France, le terme « mors » comprend toutes les catégories d'embouchures (filets et mors). En Suisse, on l'emploie facilement comme terme générique.

## Histoire

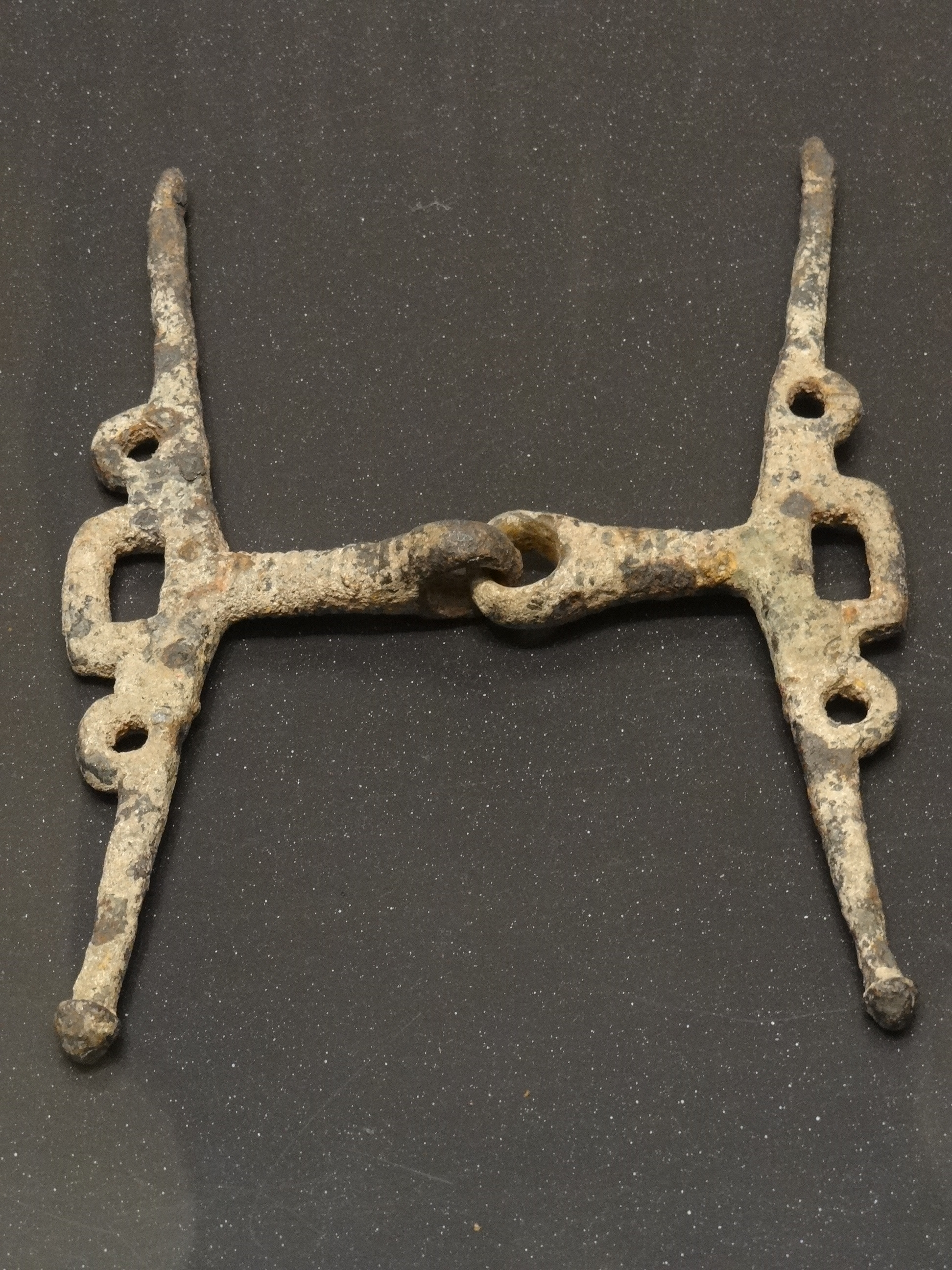
Mors brisé en bronze, avec les montants latéraux perforés, datant de l'Âge du fer.

Le plus ancien mors connu a été trouvé en Angleterre. Il date de l'âge du bronze et est fait de corne de cerf. Un livre chinois du XIIe siècle av. J.-C. fait référence à des mors forgés. 

### Antiquité
Vers 380 avant J.-C., dans le chapitre X de son traité Péri hippikès, De l'art équestre, Xénophon évoque la douceur et la dureté du mors, le poids, la taille et la forme des rondelles placées sur le canon, ainsi que les aspérités qui pouvaient couvrir la surface des canons de certaines embouchures et les rendre agressives et contraignantes. Il décrit les effets obtenus selon que le cavalier utilise un mors flexible ou un mors rigide et insiste sur l'importance de la douceur de la main du cavalier dans le maniement du mors. 
Le mors de filet existe depuis 1800 ans av. J.-C.. Ce sont les Phéniciens qui, en l'an 1000 av. J.-C., l'ont importé en Europe. Ce mors était généralement en bronze droit et sans brisure. C'est en 750 av. J.-C. que le mors en fer fit son apparition. On y ajouta le plus souvent à l'articulation du canon de petits fragments de chaînes ou de billes qui avaient pour effet d'activer la salivation et de rendre le mors plus supportable. Ces sortes de jouets sont utilisés de nos jours pour faciliter la décontraction. Les premiers mors en bronze avec canons à passage de langue et anneau sur l'œil porte bride pour double action datent de l'ère chrétienne. Attila, en 451, dans sa fuite vers le nord, laissa des modèles de mors à canons doubles[réf. nécessaire], dont les innovations inspirèrent les Francs. 

### Moyen Âge
En 1470, un mors de bride à 2 canons avec branches armées de pointes évitait que les fantassins attrapent le mors pour déséquilibrer le cavalier. 

### Renaissance

#### Apports de Pavari, de la Broue, Fiaschi, Ferraro et de la Noue

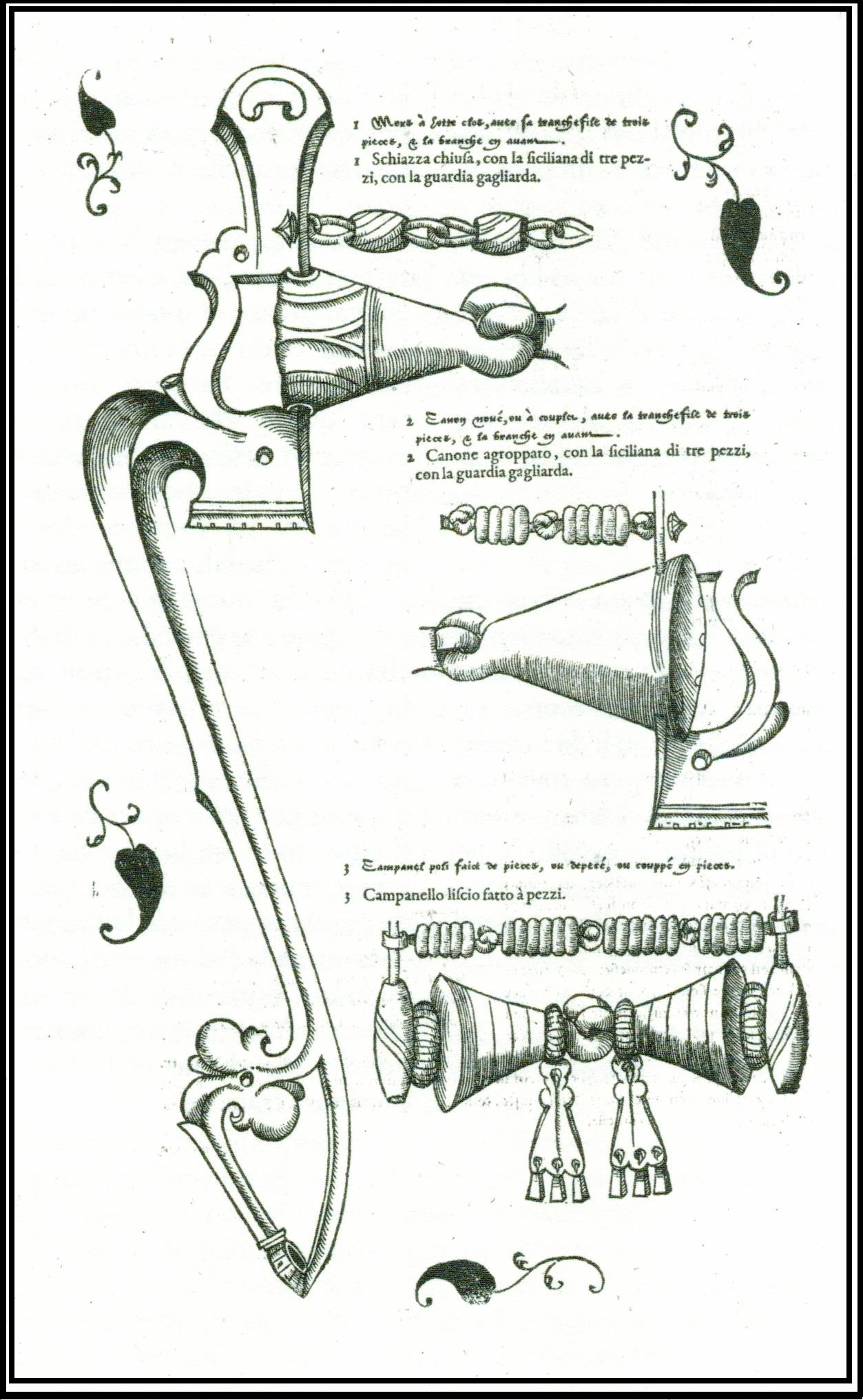
Le livre Escuieri de M. de Pavari vénitien de Marco de Pavari est enrichi par des planches pleine page, qui représentent différents modèles de mors.

Marco de Pavari, qui enseigna l'équitation à Lyon à la fin du XVIe siècle et écrivit l'Escuierie, Salomon de La Broue, Cesare Fiaschi et Pierre de La Noue, auteur d'un traité relatif à la cavalerie française incluant la description  « des mors et des cavessons qui doivent être donnés aux chevaux » , eurent une approche similaire de la fabrication et de l'utilisation des mors. Leur objectif commun était d'avoir un mors parfaitement adapté aux particularités anatomiques du cheval, qui, ajusté, permettait de contrôler fermement et efficacement l'équidé tout en évitant toute violence. Ils cherchèrent à s'adapter à la nature du cheval, mais aussi, lorsque nécessaire, à la rectifier. Pour ce faire, ils observent en premier le cheval dans sa globalité, les défenses sur la bouche pouvant provenir de divers problèmes physiques liés à la locomotion, au squelette ou au système musculaire. Ensuite, iIs considèrent les particularités de conformation du cheval, ses mesures et proportions exactes, notamment pour les différentes parties de la bouche, de la barbe et de l'encolure. Ces paramètres déterminent les caractéristiques du mors que le cavalier va commander au forgeron. 
L'ouvrage de Pirro Antonio Ferraro, écuyer napolitain qui fut l'écuyer de Philippe II, paru en 1602, Cavallo frenato, est un catalogue détaillé des brides. Il met en évidence l’importance majeure attribuée à l’époque dans le choix du bon mors. Il fait plus l’admiration pour la beauté de ses illustrations que pour l’intérêt technique du texte. Pendant au moins un siècle le Cavallo frenato demeura l’ouvrage de référence dans l’art de brider. Il fut réimprimé plusieurs fois et eut un succès considérable à l’étranger. Antoine de Pluvinel fait une référence élogieuse au travail de l’écuyer napolitain « dans L’instruction du Roy en l’exercice de monter à cheval  » qui date de 1625. Alessandro Massari Malatesta, écuyer et militaire italien, publia en traité d'équitation et des ouvrages sur la chevalerie dont Tractatus de modo equos fraenandi. Cum diversorum fraenorum variis figuris quibus ad praesens omnes bellicosi poluli utuntur ertc traité sur les raisons et la manière de brider les chevaux,  publié à Venise en 1607,  puis traduit en italien et publié à Rome par Stefano Paolini en 1613 sous le titre Della ragione e modi d’imbrigliar Cavalli . 
Les lèvres du cheval étant plus ou moins mobiles et plus ou moins fendues, leurs commissures, point de contact important avec le mors, sont plus ou moins hautes, et dans un rapport plus ou moins favorable avec les barres. Elles peuvent aussi couvrir ces dernières et empêcher l'appui normal du mors. Celui-ci doit donc être forgé en tenant compte de la hauteur des barres qui peuvent être plus ou moins tranchantes, épaisses ou peu charnues, et donc présenter une dureté, une fragilité ou bien encore une sensibilité particulière. L'épaisseur de la langue est un critère primordial car elle supporte le mors qui doit venir en juste appui sur les barres, assez pour que son action soit efficace, mais sans blesser. L'embouchure doit aussi empêcher la langue de pendre, en avant ou sur les côtés de la bouche. Le cavalier doit veiller à emboucher son cheval de façon que celui-ci ne puisse passer la langue au-dessus du mors qui sinon pèserait directement sur les barres et créerait des blessures. Pour fabriquer et utiliser le mors, il est tenu compte de la longueur et du degré d'inclination, vers l'extérieur de la mâchoire ou vers l'intérieur de la bouche, de l'écaillon, croc ou canine du cheval mâle et de la jument bréhaigne, un mors mal adapté ou mal utilisé pouvant générer de graves lésions de la bouche. 
Les traités de ces auteurs donnent aussi des indications précises sur la nature de la barbe du cheval et les types de gourmettes devant être utilisés si la barbe est trop sèche, donc fragile et sensible, ou trop épaisse, trop charnue ou bien encore couverte de poils et nécessitant, de fait, des gourmettes plus sévères. Le mors doit aussi être adapté à la taille des mâchoires et à la hauteur de la voûte du palais qui doit déterminer le calcul de la montée de l'embouchure en son milieu, au niveau du passage de langue. La conception du mors doit enfin tenir compte de l'encolure du cheval.  Les formes et les proportions des branches des mors, aussi appelées « gardes », sont calculées pour produire des effets de levier très précis, en rapport avec l'embouchure et les caractéristiques du cheval. Si elles peuvent être droites, celles courbées vers l'avant sont dites « hardies » ou 
« gaillardes », leur effet étant accru, à l'inverse des branches dites faibles, flasques ou molles qui, courbées vers l'arrière, ont un effet de levier plus doux.  
Ces maîtres de la Renaissance qui avaient pour principes de ne pas causer d'atteinte au cheval, de ne pas le blesser ni de gâter son mental, de ne pas exiger de lui plus qu'il ne peut donner, le traitant avec douceur mais fermeté, cherchaient à ce qu'il prenne plaisir aux exercices. Pour cela, ils lui ménageait des libertés de langue lui permettant de percer son mors, et équipaient les embouchures de divers « jouets » favorisant la décontraction de la mâchoire et l'apparition de l'écume de salive. Les caveçons et embouchures utilisés pour les jeunes chevaux requéraient une attention toute particulière  . La Broue pense que l'art d'adapter le mors ne doit intervenir que lorsque le cheval a été dressé avec le simple canon et le caveçon commun, comme lui a appris son maître Pignatelli. 
L'équitation française est fortement marquée par l'emploi du simple bridon, que ce soit l'équitation dite « à l'ancienne » qui perdure jusqu'à la fermeture définitive du manège de Versailles en 1830, l'équitation militaire du colonel d'Auvergne, écuyer en chef de l'École militaire de Paris de 1756 à 1788, ou bien encore de la nouvelle école de François Baucher, dont les dernières paroles rapportées par le général L'Hotte dans Un officier de cavalerie sont : « Le bridonǃ C'est si beauǃ  ».

#### Nouveaux types de mors
C'est au XVIe siècle que les premiers mors à canon creux et brisé avec bossette firent leur apparition grâce à Monsieur De Connétable (Premier officier de la maison du roi)[réf. nécessaire]. Puis il y eut le mors avec des branches de 30 cm conçu par Grisonne et Pignatelli. Au XVIIe siècle, les mors se sont améliorés, ils étaient plus légers et plus ajustés à la bouche des chevaux de l'époque. Plus équilibrés, les canons étaient droits (à pas d'âne ou au passage de langue brisés ou à gorge de pigeon).
Les mors n'ont guère changé jusqu'à l'époque où François Baucher créa son filet et donna les critères du mors idéal. Mors Saumur ou mors à pompe, la variation de ces mors n'a guère changé.

## Description

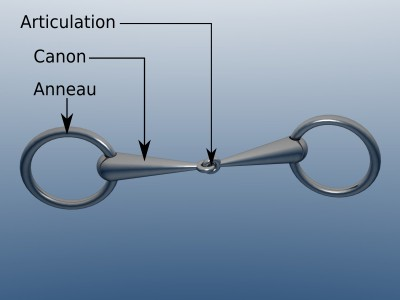
Le mors le plus couramment utilisé

Le plus souvent, les mors sont en acier, mais bien d'autres matériaux peuvent être utilisés. Le mors est maintenu grâce au bridon ou à la bride. Il existe plusieurs grandes familles de mors : 
- les mors de filet, appelés plus simplement filets qui sont releveurs ;
- les mors abaisseurs.

Un mors se compose d’une partie droite, incurvée ou brisée se trouvant dans la bouche du cheval, appelée canon, et d’un anneau de chaque côté que l’on fixe aux montants du bridon. Les anneaux peuvent être de formes diverses, et se trouver à l'extrémité de branches. 
Des rondelles de mors peuvent être ajoutées au niveau de chaque anneau du mors pour éviter que ces anneaux ne pincent la bouche du cheval, pour ajuster un mors trop grand ou pour empêcher que les anneaux ne bougent à l'intérieur de la bouche du cheval. Dans le langage courant, l'ensemble bridon et mors de filet est aussi appelé « filet ».

## Utilisation
Le mors est placé dans la bouche du cheval pour le conduire et régler son allure. En règle générale, il est recommandé d'utiliser les mors dont l'action est la plus douce possible, mais chaque cheval et chaque cavalier sont différents. Selon le caractère de chacun et les objectifs équestres, la recherche de mors spécifiques peut s'avérer souhaitable. La langue du cheval se trouve sous le mors. Cependant, le cheval réussit parfois à passer sa langue par-dessus pour éviter son action. Si le cheval en prend l'habitude, il est possible d'utiliser un "jouet" disposé au niveau de la brisure du filet pour l'en dissuader.

## Action
Le mors permet au cavalier d'agir sur la tête, l'encolure et les épaules du cheval par l'intermédiaire des rênes. Les mors agissent de différentes façons dans la bouche du cheval :
- action sur la langue : les mors à canons brisés agissent par pincement du renflement situé sur la langue du cheval. Les mors à canon droit agissent par simple pression.
- action sur la commissure des lèvres : tous les mors effectuent une traction sur la commissure des lèvres.
- action sur les barres : les mors abaisseurs effectuent typiquement une pression sur les barres du cheval, qui sont un espace de la mâchoire inférieure dépourvu de dents, se situant entre incisives et molaires.
- action sur le nerf mandibulaire : les mors équipés d'une gourmette agissent également par compression du nerf mandibulaire qui passe sous la mâchoire du cheval.

Chaque zone d'effet peut être classée par sensibilité croissante : la langue du cheval, musclée, est peu sensible aux pressions, mais un peu plus au pincement. Les commissures des lèvres sont un peu plus sensibles. Les barres, qui sont une muqueuse reposant presque directement sur l'os de la mandibule, sont très sensibles. Enfin, le nerf mandibulaire est extrêmement sensible, d'autant plus qu'il pourra être écrasé entre un os et une chaînette métallique.
Ainsi, il est possible de juger de la sévérité du mors sans même avoir à s'en servir. Un canon droit sera moins sévère qu'un canon brisé, par absence de pincement. Un canon fin sera plus dur qu'un canon épais, puisque la pression effectuée sera plus élevée. Les mors agissant par contact sur les barres seront plus sévères que les mors n'agissant que sur les commissures. Et la présence d'une gourmette augmentera très fortement la sévérité d'un mors, en fournissant un point d'appui au mors qui peut donc renforcer son effet sur les barres, et en écrasant le nerf. Un mors peut être releveur, c’est-à-dire que son action aura tendance à ouvrir l'angle entre la tête et l'encolure, ou abaisseur (fermeture de l'angle tête-encolure), voire les deux, selon le point où la rêne agira, pour les mors utilisés avec deux paires de rênes.

## Adaptation au cheval

### Adaptation à la bouche
Les bouches de chevaux sont toutes différentes, les lèvres sont plus ou moins épaisses, plus ou moins fendues et plus ou moins pendantes, les dents sont plus ou moins dures et plus ou moins fragiles; la langue peut être plus ou moins épaisse et peut présenter des défauts qui contrarient l'action du mors.
En effet, il faut ajuster un mors selon la structure de la bouche du cheval ; les branches selon les proportions de son encolure et la gourmette suivant la sensibilité de la barbe. 
Cependant, de nombreuses études scientifiques démontrent que le mors est un objet nocif pour le cheval, qui lui inflige une grande part du temps une grande douleur. C’est pour cela qu’il est important de réfléchir avant d’utiliser cet objet.

### Adaptation à l'usage du cheval
La science de l'équitation réside dans l'adresse à saisir les moments favorables d'agir, de punir, de récompenser et d'indiquer. Pour cela, il faut un mors doux qui puisse se prêter à tous les mouvements d'une main habile. Si le cavalier saisit bien l'action du mors, il sait en graduer les effets. 
Les mains agissent par l'intermédiaire des rênes prolongées par l'embouchure du mors et du filet. Les rênes réalisent l'union entre la bouche du cheval et la main du cavalier. L'action des mains modifie les incurvations sagittales (en forme de flèche) ou horizontales de l'encolure avec une répercussion de celle-ci sur le dos et les reins. Les mouvements du dos et du rein ont un effet prédominant dans les ralentissements ou accélérations de l'allure. Dans les changements de direction, l'action des rênes est proportionnelle à leur emprise sur l'incurvation du dos/rein. Il y a une action des jambes et des mains en même temps donc une égale destruction des forces et un arrêt du cheval en un quart de seconde. 
Le mors est un instrument de force. Il est le seul lien direct que le cavalier ait avec son cheval. Le mors par l'effet des rênes a une répercussion sur la tige vertébrale car la mâchoire inférieure s'unit au crâne par les deux articulations temporo-maxillaires. Un cheval mal dans sa bouche peut avoir des contractions dans tout le dos par les petits latéraux, grands obliques de la tête, petits droits de la tête, complexus, trapèzes… 
Tous ces muscles correspondent à l'arrière-main et comme un cheval donne la bouche avant les hanches, il vaut mieux être juste sur le devant. Certains pensent que les barres et la commissure des lèvres sont les seules sensibilités de la bouche du cheval. Mais cela simplifie et donc fausse la réalité.

### Règlementation
La Fédération française d’équitation considère que le mors est correctement disposé lorsque les commissures des lèvres "bien fendues" se trouvent à environ un centimètre au-dessus du milieu de l'espace compris entre les crochets et les molaires. Si les lèvres du cheval sont "haut fendues", le mors peut remonter sur les premières molaires.

## Types

### Mors de filet
Les filets, en agissant sur la langue, ont un effet plutôt releveur sur la tête du cheval. Autrefois, ils étaient faits en bois. Sans gourmette, ils agissent sur les commissures des lèvres. Le canon peut être droit ou brisé.

#### Mors simple à anneaux

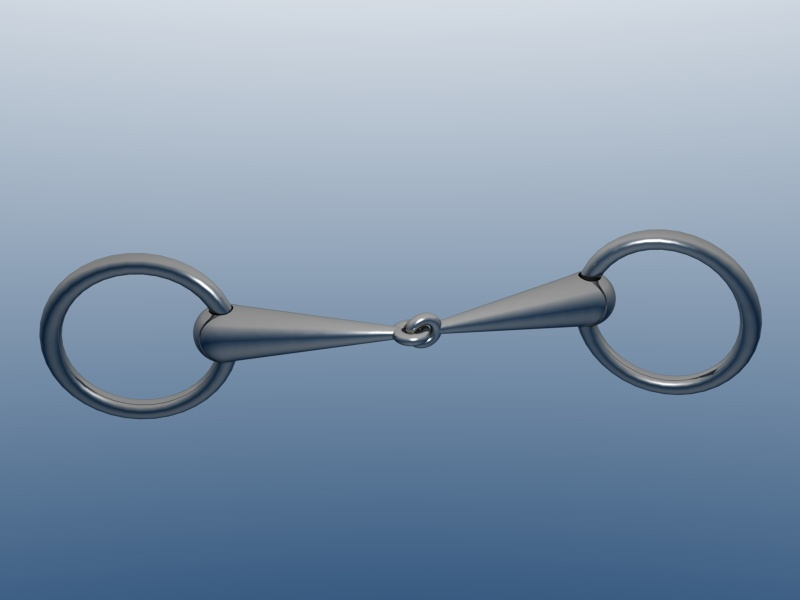
Mors simple à anneaux

Les anneaux peuvent tourner librement selon 2 axes de rotation, seul le mors doit être adapté à la largeur de la bouche du cheval. Ce mors ne nécessite aucune précaution particulière en dehors du réglage classique. L'ajout d'une muserolle permet d'améliorer son efficacité en limitant l'ouverture de la bouche du cheval.

#### Mors à olives

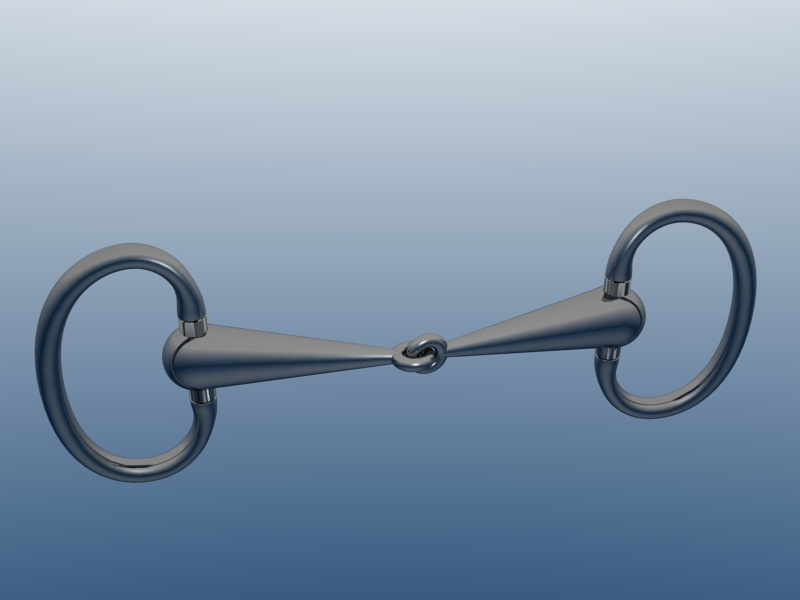
Un mors à olives.

Les anneaux sont en forme d'ovale. Ils ne tournent que selon un axe de rotation, ce qui évite les pincements de la commissure des lèvres. 

#### Mors Verdun

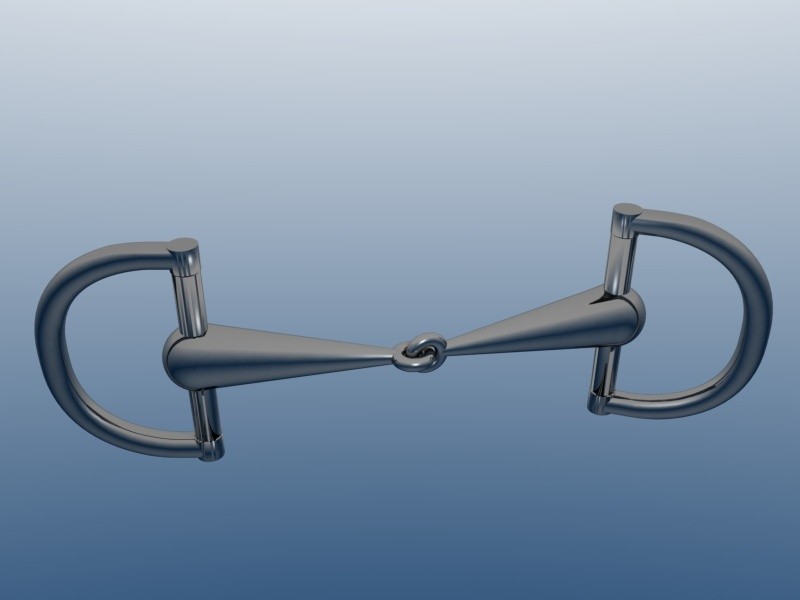
Un mors Verdun.

Similaire au filet à olives dans son fonctionnement. Ses anneaux en D sont caractéristiques. Le côté plat de l'anneau en D rend ce mors plus directif qu'un filet olive ou à anneaux.

#### Mors à aiguilles
Les « aiguilles », non piquantes, sont placées de part et d'autre de la bouche, permettant de mieux contrôler la flexion latérale chez un jeune cheval ou un animal qui tourne difficilement, rendant ce mors très directif. 

#### Mors baucher
Le mors Baucher, à branches supérieures, a un effet légèrement abaisseur de l'encolure. Plus sévère que le filet simple, il a été conçu pour favoriser les flexions et les cessions ;

#### Mors à double brisure
Le mors double brisure permet une meilleure décontraction de la bouche du cheval par une transmission en douceur des ordres. En effet, à la différence du mors simple brisure qui agit sur le palais qui est une partie sensible de la bouche du cheval, le mors double brisure agit sur la langue sans provoquer de douleur. 

#### Mors releveur ou gag
Le mors releveur, ou gag est un mors de filet très utilisé au polo. Il présente la particularité d'utiliser des montants spéciaux qui passent au travers de deux anneaux perpendiculaires aux anneaux du mors. Cette particularité permet de l'utiliser à quatre rênes. Les rênes de filet auront alors un effet releveur traditionnel, et les rênes de gag, fixées aux montants spéciaux, un effet souvent abaisseur. Les anneaux du mors du filet releveur ont une dimension nettement plus grande que celle des mors habituels. Ils sont percés de deux œillets dans lesquels coulissent une cordelette munie d'un anneau. Plus l'anneau du mors est grand, plus l'effet exercé sur le cheval est autoritaire. De fait, ce filet constitue une initiation à l'utilisation de la bride. Il améliore l'équilibre du cheval en limitant le transfert de poids sur l'avant-main. En polo, les rênes de filet servent à tourner, les rênes de gag à s'arrêter.

#### Mors à quatre anneaux

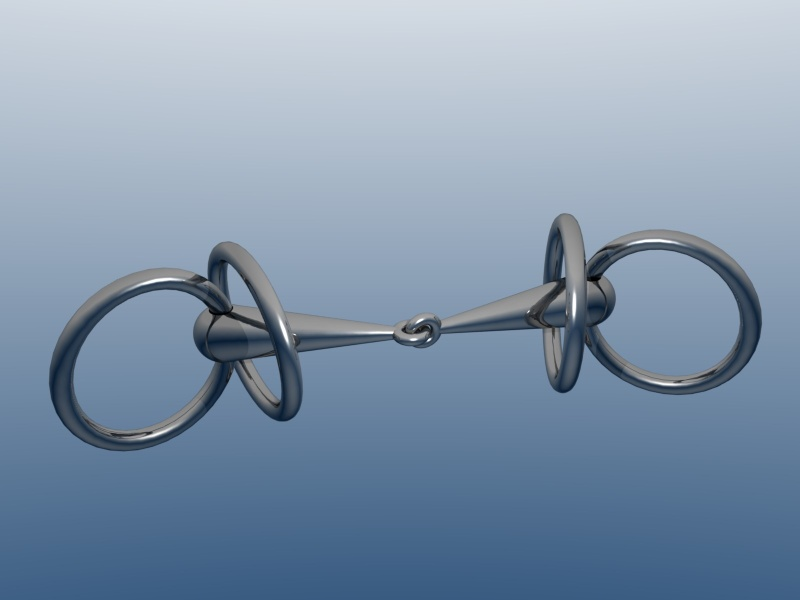
Mors à quatre anneaux.

Le mors à quatre anneaux est constitué de deux anneaux pouvant bouger librement entre les deux anneaux reliés au canon. Les deux anneaux libres sont fixés aux montants, les anneaux du canon sont fixés aux rênes. Il permet une meilleure décontraction que le filet simple mais présente le risque d'une perte de contact et donc de tension. Cette embouchure est souvent utilisée par les meneurs des pays d'Europe de l'Est. 

#### Double mors
Le double mors est constitué de deux filets attachés à un même anneau de chaque côté. Il est utilisé pour mettre sur la main les chevaux ayant tendance à s'appuyer et qui sont difficilement contrôlables. Le mors peut être lisse ou torsadé.

### Mors abaisseurs
Ces mors, en agissant sur les barres, et avec l'adjonction d'une gourmette, ont un effet abaisseur sur la tête du cheval. Ils fonctionnent tous par rotation du mors autour du canon, dans la bouche du cheval. De par la présence de la gourmette qui prend appui sur la barbe et qui permet d'obtenir un effet de levier grâce à ce point fixe, ces mors sont souvent très sévères. Plus la gourmette est serrée, plus elle intervient tôt lors de la rotation du mors sous l'effet de la main, ce qui rend le mors plus sévère. À l'inverse, une gourmette lâche est inefficace et diminue grandement l'efficacité de ces mors. Il est recommandé typiquement un début de contact de la gourmette pour une rotation de 45° du mors.
Les canons, qui prennent appui sur les barres, peuvent de plus agir sur les commissures des lèvres.

#### Mors de bride

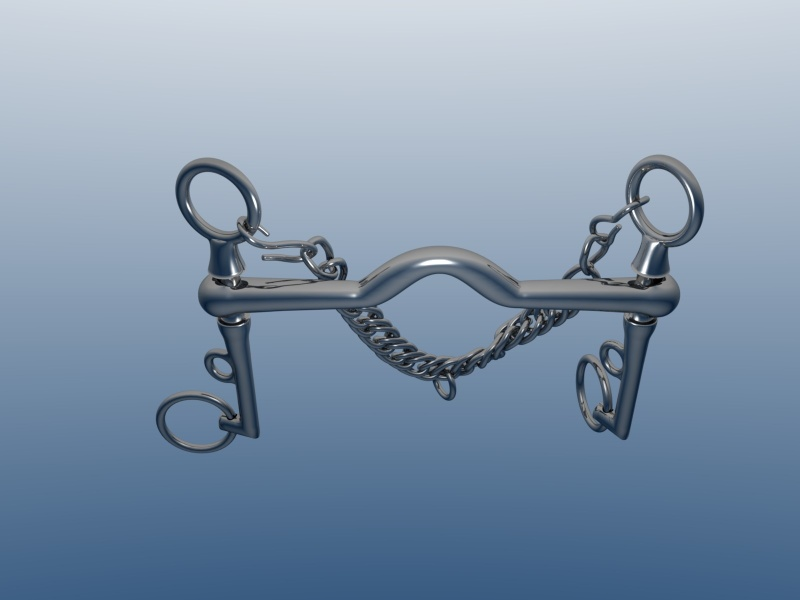
Mors de bride Saumur avec passage de langue.

Le mors de bride se caractérise par un canon non articulé, et deux longues branches perpendiculaires au canon. Le mors de bride a un effet abaisseur. C'est la longueur des branches qui détermine la puissance du levier obtenu par l'emploi de la gourmette. À l'extrémité supérieure des branches, à l'endroit où sont fixés les montants de bride, se trouve une gourmette. À l'extrémité inférieure sont fixées les rênes de bride, qui sont reconnaissables des rênes de filet grâce à leur couture, alors que les rênes de filet ont une boucle. Les mors de bride s'utilisent exclusivement avec une bride, c’est-à-dire avec deux mors dans la bouche du cheval. Les mors de brides sont nombreux. La bride dite complète se compose d'un mors de filet brisé aux canons fins et d'un mors de bride droit, avec ou sans liberté de langue.
Le canon du mors de bride peut être cintré sur toute sa longueur (l'appellation est « pont »), ou présenter un cintrage au milieu, permettant au cheval de passer sa langue. L'effet du passage de langue est controversé. En effet, même si tous s'accordent à dire que le passage de langue diminue l'appui du mors sur celle-ci, il semble difficile de dire avec certitude si ceci rend le mors plus confortable, ou plus sévère, car l'appui diminuant sur la langue, il est renforcé sur les barres, endroit où les dents sont absentes, qui est plus sensible. Cependant, il est recommandé d'utiliser un mors cintré ou un mors à liberté de langue lorsque la langue du cheval est épaisse et dépasse des barres.
Les effets des mors de filet et de bride utilisés ensemble sont complémentaires. Le mors de filet a un effet releveur et le mors de bride un effet abaisseur. C'est la principale embouchure utilisée en dressage car elle est quasiment obligatoire pour le travail rassemblé. A l'obstacle, elle requiert une certaine finesse de la part du cavalier.

##### Mors Lhotte
Mors de bride sur lequel les branches sont fixes par rapport au canon.

##### Mors  Saumur ou «à pompe»
Mors de bride sur lequel les branches passent au travers de trous ménagés au travers des extrémités du canon. Les branches ont ainsi une liberté, toute relative, à la fois en rotation et en translation, ce qui rend ce mors plus décontractant et progressif par variation de la longueur du bras de levier.

#### Mors anglais ou Liverpool

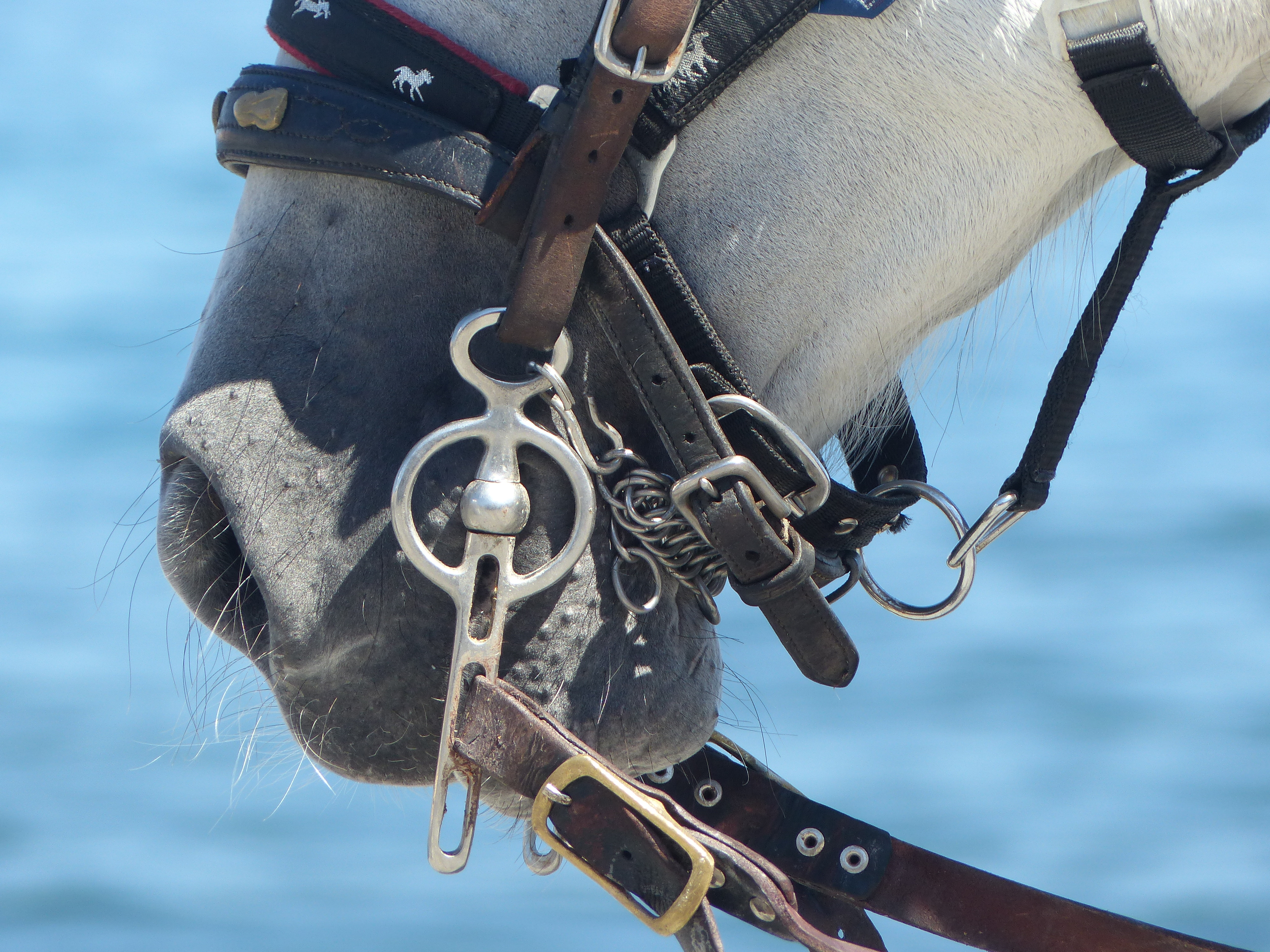
Mors Liverpool sur un cheval attelé à La Canée en Crète.

Ce mors est une sorte d'intermédiaire entre le filet et le mors. Les anneaux du mors sont remplacés par des branches munies d'œillets dans lesquels sont fixés une ou deux paires de rênes. Il est utilisé avec des chevaux difficilement contrôlables et est couramment employé pour l'attelage. Ce mors a été inventé au XIXe siècle au Royaume-Uni. Il s'emploie seul ou en paire. Le Liverpool comporte des montants droits, et trois emplacements pour l'attache des guides, créant un effet de levier plus ou moins puissant. Le mors Elbow en diffère par l'orientation des branches. Lorsque le canon est recouvert de cuir, son action est moins autoritaire.

#### Mors espagnol
Ce mors ressemble fortement au mors de filet Verdun, il est cependant équipé d'une gourmette. Dans sa variante à passants, deux encoches sont ajourées dans l'épaisseur du « D » de l'anneau, ce qui rend le montant et la rêne fixe, c'est alors un mors relativement puissant. Dans sa variante sans passants, la rêne peut coulisser librement le long de la courbure de l'anneau, en fonction de la rotation du mors. Une résistance légère sur la rêne placera celle-ci près du canon avec un effet de levier minimal. Une traction forte fera tourner progressivement le mors, et la rêne s'éloignera de plus en plus du canon, rendant le mors de plus en plus sévère.

#### Mors Pessoa

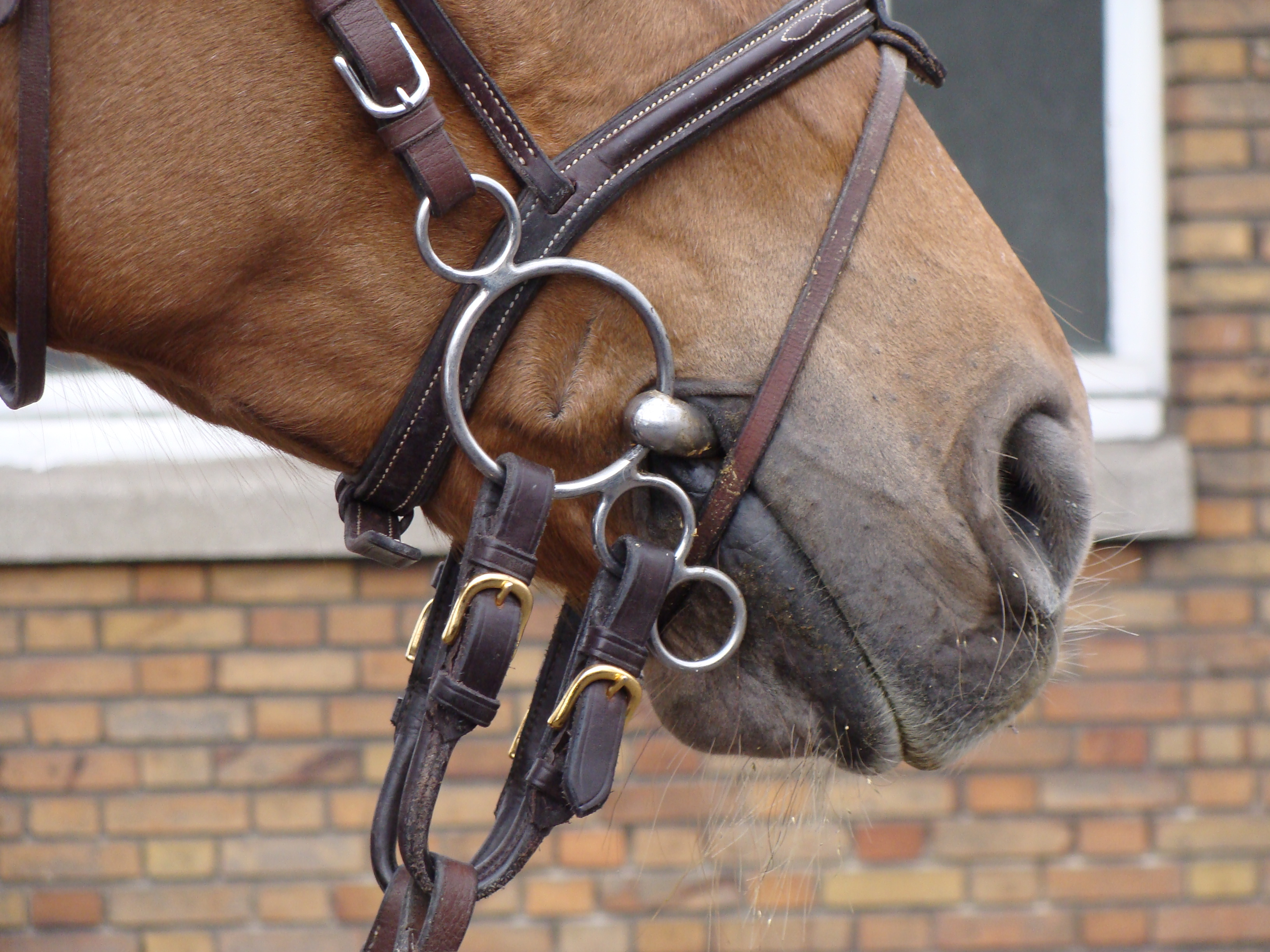
Un mors Pessoa.

Le mors Pessoa est un mors releveur. Il empêche le cheval de s'appuyer sur la main, en ayant un effet de levier sur la bouche du cheval qui permet de le faire céder plus facilement au niveau des ganaches ce qui lui confère une action plutôt dure. Il en existe deux sortes : à 3 anneaux ou à 4 anneaux. Plus le nombre d'anneaux est grand, plus le mors est sévère.
Ce mors est utilisé sans gourmette. Les anneaux sont de tailles dégressives et sont soudés dans le prolongement les uns des autres. Une paire de rênes est attachée sur le premier anneau et une seconde paire de rênes sur l'un des anneaux secondaires.
Un résultat similaire peut être obtenu en utilisant des alliances qui relient directement deux des anneaux du mors en évitant l'emploi d'une seconde paire de rênes. L'action de l'embouchure est atténuée mais perd un peu en précision.

#### Pelham

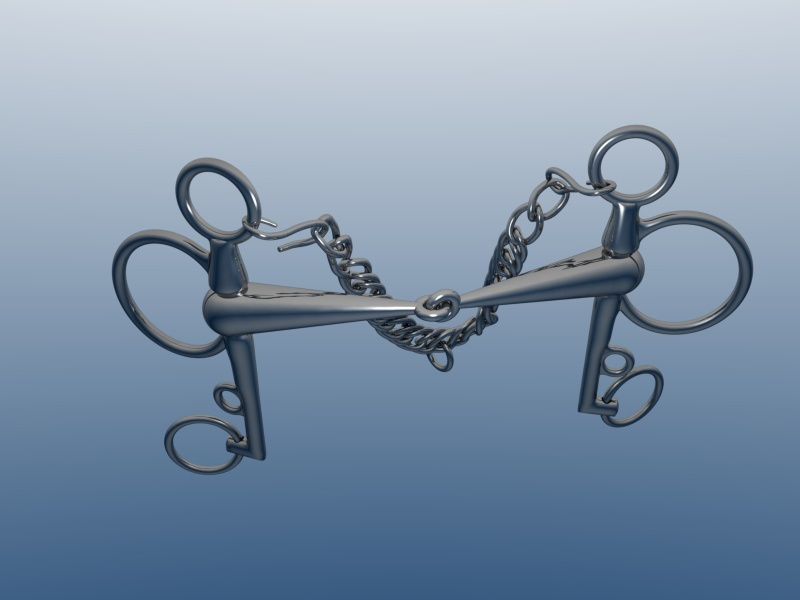
Pelham à canons brisés

Ce mors ressemble fortement au mors de bride. Les anneaux du mors sont prolongés par des branches dont les extrémités sont munies d'anneaux flottants où l'on fixe les rênes. La gourmette est fixée sur des crochets disposés de part et d'autre du mors. Il peut avoir un canon droit ou brisé, et dispose toujours d'un gros anneau au niveau du canon, qui permet d'y fixer une seconde paire de rênes. Le fonctionnement du Pelham et sa sévérité dépendent essentiellement du point de fixation des rênes. Les plus doux sont en caoutchouc armé. Utilisé sur l'anneau du haut, le Pelham est légèrement releveur. Ce mors est un peu plus puissant qu'un filet. Utilisé sur l'anneau du bas, le Pelham est abaisseur. Dans cette utilisation, le Pelham est un mors extrêmement puissant. Utilisé avec une « alliance », terme désignant un passant de cuir reliant les deux anneaux, sur lequel sont fixés les rênes, sa puissance devient variable, suivant un principe identique au mors espagnol, mais avec une sévérité accrue. Utilisé à quatre rênes, il s'agit d'une alternative à la bride, bien que la précision soit bien moindre.
Il fut le mors réglementaire de la cavalerie des États-Unis. Le pelham est souvent utilisé pour les chevaux de club à bouche dure : les cavaliers débutants à la main peu assurée peuvent ainsi le monter avec les rênes sur l'anneau du haut, les cavaliers plus confirmés avec des alliances, et les cavaliers chevronnés avec quatre rênes. Le tout, sans jamais avoir à démonter le bridon. L'usage du pelham avérée pour les cavaliers manquant de force physique. Mais il doit toujours être utilisé avec tact et avec des jambes en rapport.

### Hackamores, bosals et autres équipements sans embouchures
Stricto sensu, ces dispositifs ne sont pas des embouchures, puisqu'ils ne comportent aucune partie dans la bouche, et agissent par pression sur le chanfrein. Il est cependant habituel de les ranger dans la catégorie des mors, alors que ce sont des « surnasures ». Ces équipements plus doux que le mors permettent de ne pas meurtrir la bouche des chevaux.
Le hackamore tient certainement son nom du jaquima qui désigne le caveçon andalou utilisé pour débourrer er mener les jeunes chevaux. Il comprend un anneau de direction, prolongé par deux tiges au bout desquelles sont fixées les rênes. Un hackamore s'utilise en rênes contraires (rênes d'appui). Par l'intermédiaire d'une solide muserolle, il a un effet levier très puissant : sa sévérité vient de l'appui sur les os fragiles du chanfrein, et sous la mâchoire inférieure, d'une gourmette plus ou moins dure (en cuir, ou en chaînette métallique) qui serre cette partie sensible de la tête du cheval. La longueur des branches détermine la puissance de cette embouchure. Il se voit désormais sur les terrains de CSO, parfois en doublon d'un mors simple afin de combiner les deux actions. Il est interdit en dressage. Il nécessite dans tous les cas une main légère et expérimentée. La respiration du cheval peut être gênée lorsque la muserolle est placé trop bas. Des effets néfastes sur les cartilages du nez sont aussi possibles. Il peut toutefois être temporairement utilisé lorsque le cheval souffre des dents, des barres ou des gencives.  Il existe des variantes, comme le « hackfleur » (ou flower hackamore), constitué de plusieurs anneaux soudés entre eux (comme les pétales d'une fleur), auxquels peuvent s'ajouter 1 ou 2 anneaux en guise de branches, avec un effet de levier moindre que pour l'hackamore classique. Également la « roue de la chance », petits cercle métallique avec des rayons. Selon l'endroit où les rênes sont attachées, l'effet sera plus ou moins doux. 
Le bosal est un ovale de cuir dur attaché à la têtière. Sur son extrémité inférieure, sous l'auge, est fixée une cordelette sur laquelle agissent les rênes. Il est apparu quand les Indiens d'Amérique apprenaient à utiliser les chevaux échappés aux Espagnols
Le side-pull et le licol ne sont pas comparables. Le système du side-pull permet plus de précision et il permet d'empêcher le side-pull de tourner et de le maintenir en place sans avoir à serrer la muserolle. 
À la différence des mors qui agissent sur la bouche, le licol, le bosal, le side-pull et le hackamore agissent sur la tête. De ce fait, ces derniers sont moins directifs et moins fins que les mors. En principe, ils sont moins contraignants, aussi le cheval y répond souvent volontiers. Un autre avantage est que le cheval peut boire ou manger sans être gêné par son mors. Ce sont donc des « embouchures » particulièrement adaptées à l'équitation d'extérieur.

## Matériaux utilisés
Les mors peuvent être faits de différents matériaux.
- Nickel : très bon marché
- Inox : résiste mieux, mais plus cher que les mors en nickel ;
- Laiton : son principal intérêt est esthétique. Sa couleur s'accorde parfaitement avec les boucles du bridon ;
- Cuivre : son principal intérêt est l'action décontractante qu'il aurait sur le cheval. En effet, le cuivre libère des ions qui engendrent une salivation du cheval. En raison de ses propriétés (souple et fragile), le cuivre est souvent utilisé en alliage comme le maillechort ou l'Aurigan qui est l'alliage à la fois le plus chargé en cuivre et le plus solide. En effet l'ajout de silicium le rend plus résistant sans altérer la ionisation du cuivre. D'autre part, le cuivre est reconnu comme agent bactériostatique, il inhibe le développement d'un certain nombre de parasites infectieux et de bactéries ;
- Caoutchouc, cuir ou matériaux synthétiques (résine) : le but est le même, adoucir l'action du mors, particulièrement pour les jeunes chevaux. Ces mors sont moins punitifs, que leurs équivalents en métal non recouvert. La souplesse de ces matériaux permet de faire des canons souples afin d'éviter l'effet "casse-noisette" d'un mors articulé, tout en ayant un appui plus léger sur la langue qu'un mors à canon rigide. Cependant, lors d'utilisations intensives, le caoutchouc peut chauffer et irriter la commissure du cheval.